# Fyzikální elektronika
Fyzikální elektronika je vědním oborem fyziky, který se zabývá interakcemi elektromagnetického pole s elektrony ve vázaných stavech.

## Vymezení pojmu
Ačkoliv k tomu název svádí, nejedná se o nějaký podobor elektroniky. Zatímco elektronika popisuje chování a možnosti řízení elektrického proudu, fyzikální elektronika popisuje, zjednodušeně řečeno, vzájemné působení světla a látky, přičemž se tohoto působení účastní jen elektrony, proto elektronika.
Je to ale současně širší obor než optoelektronika, která se omezuje na rozšíření elektroniky o prvky schopné řídit a být řízeny světlem. Je také trochu širším oborem než fotonika, neboť ta se omezuje jen na působení, ve kterých se dominantně projeví kvantová podstata světla.
Využívá a kombinuje mimo jiné poznatky obecné fyziky, fyziky pevných látek a kvantové elektrodynamiky.

## Rozsah
Do fyzikální elektroniky patří zejména:
- kvantové generátory elektromagnetického záření – lasery a masery
- fyzika detekce a detektory optického záření
- vedení světla (optická vlákna a jiné vlnovody)
- kvantová optika (a např. využití nanotechnologií v optice)
- difraktivní optika
- část fyziky plazmatu a fyziky iontových svazků

## Historie
Jako samostatný obor se vydělila s rostoucím zájmem o využití mikrovln po objevu radaru. A postupně byla posilována souvisejícími objevy jako bylo zkonstruování laseru, optických vláken, nových typů detektorů světla (např. CCD kamery) a naposledy pozorování nových efektů při interakci světla s částicemi látky, jejichž velikost je srovnatelná s vlnovou délkou světla (část nanotechnologií).